# Michel Cullin
Michel Cullin (* 17. September 1944 in Paris; † 3. März 2020) war „Maître de conférences“ an der Universität Nizza und Direktor der Abteilung für französisch-österreichische Beziehungen an der Diplomatischen Akademie Wien.

## Leben
Nach erfolgreichem Abschluss des Studiums der Politikwissenschaften und der Germanistik (1962–65) in Paris war Michel Cullin zunächst „Assistant de français“ am Theresianum in Wien (1966–1967), bevor er einen Job als „Lecteur de français“ an der Universität Wien annahm (1967–1969). Nach einem kurzen Zwischenstopp am Geschwister-Scholl Institut der Universität München (1969–1971) wurde Michel Cullin „Assistant d’allemand“ (1971–1976), „Maître- assistant de civilisation autrichienne“ (1976–1980) und schließlich „Maître de conférences de civilisation autrichienne“ (1980–1982) an der Universität von Orléans. Nebenbei machte er seinen Doktor in „études allemandes contemporaines“ (1977), arbeitete als französischer Korrespondent für den ORF und wurde Direktor des „club franco-allemand“ von Orléans. Zwischen 1979 und 1982 beschäftigte er sich mit Forschungsarbeiten im Auftrag des „Deutsch-Französischen Jugendwerks“ und trat zwei Jahre später dem Förderverein der CEMEA bei. Es folgten einige weitere Jahre in Wien, wo Cullin als Direktor des französischen Instituts (1982–1986) sowie als Gastprofessor an der Universität und für verschiedene Zeitungen arbeitete (1986–1989). Anschließend las er an den Universitäten Heidelberg, Leipzig und Jena und wirkte von 1991 bis 1995 in Berlin als Kulturattaché für die Hochschulzusammenarbeit an der Französischen Botschaft. Zwischen 1998 und 1999 wirkte Cullin dann erstmals an der Universität Nizza als "Maître de conférences". Von 1999 bis 2003 arbeitete er als Stellvertretender Generalsekretär des „Deutsch-Französischen Jugendwerks“, bevor er nach Nizza zurückkehrte (2004).
Neben seinen Arbeiten als Dozent, Journalist oder Forscher war Cullin seit seinen Studentenzeiten aktiv in der Politik tätig. Seit 2008 vertrat Michel Cullin mit Beate Klarsfeld Frankreich im International Council des Austrian Service Abroad und unterstützte dabei vor allem den Gedenkdienst von jungen Österreichern in Holocaust-Gedenkstätten und Jüdischen Museen weltweit.
Er war Vize-Obmann des Weltmenschvereins – Verein zur Förderung des Friedens unter den Menschen.

## Auszeichnungen
- Österreichisches Ehrenkreuz für Wissenschaft und Kunst I. Klasse

## Schriften
- Der Weg zum österreichischen Staatsvertrag. Paris 1966, A.C.A.A
- L’Autriche contemporaine (zusammen mit Felix Kreissler). Paris 1972, A.Colin
- Les théories de la nation autrichienne. Paris 1977, A.C.A.A.
- Education civique et formation politique dans les échanges franco-allemands (zusammen mit Hans Nicklas). Paris/Bad Honnef 1980, DFJW
- Ein Gallier in Danubien: Erfahrungen eines Zwangsarbeiters unter dem NS-Regime (zusammen mit Robert Quintilla), 2006
- Michel Cullin, Primavera Driessen Gruber: Douce France? Musik-Exil in Frankreich / Musiciens en Exil en France 1933–1945. Wien: Böhlau, 2008
- zahlreiche Einträge/Beiträge in diversen Lexika und Katalogen (z. B. im Frankreich-Lexikon)
- zahlreiche Artikel in diversen französischen und deutschen Zeitungen (Der Standard, La Croix)